# نيغار جمال
نيغار جمال ((بالأذرية: Nigar Aydın qızı Camal (Mütəllibzadə))‏، المزدادة في 7 سبتمبر 1980) وتعرف أحيانا باسم نيكي جمال هي مغنية أذربيجانية في المملكة المتحدة ولدت في العاصمة الأذرية باكو وتعيش حاليا في لندن منذ العام 2005. فازت بلقب مسابقة الأغنية الأوروبية 2011 بأغنيتها المشركة «أجري خائفة» (بالإنجليزية: Running Scared)‏، حيث غنتها مع إيلدار غاسيموف عندما كانا ثنائي غنائي باسم إيل ونيكي.

## النشأة
ولدت نيغار في 7 سبتمبر 1980 في باكو، وفي 1997 التحقت بجامعة الخزر تخصصت في الاقتصاد والإدارة. انهت دراستها بين 3 و 4 سنوات قبل أن تجرب نفسها في الغناء. وقد كانت نيغار ربة بيت لمدة 5 سنوات. في مقابلة مع جريدة ذا صن البريطانية صرحت بأنها كانت تعتزم المشاركة في ذا إكس فاكتور بريطانيا لكنها نسيت موعد العرض. كما صرحت بأن كل من كريستينا أغيليرا، أليشيا كيز، براندي نوروود، كريغ دايفد وكريس براون هم مصادر إلهامها.

## الموهبة

### مسابقة الأغنية الأوروبية
في ديسمبر 2010 ضمن للأغنية الوطنية الأذرية، وفي أول ظهور لها حصلت على المركز الأول برصيد 11 نقطة مما أهلها نحو نصف النهائي، وقد تصدرت أيضا الترتيب بين 4 مشاركين في النصف وتأهلت بذلك إلى النهائي في 11 فبراير 2011. وبهذا التأهل سمح لها بتمثيل أذربيجان في مسابقة الأغنية الأوروبية 2011 التي أقيمت بدوسلدورف الألمانية في مايو 2011، حيث شاركت كثنائي رفقة إيلدار غاسيموف عندما كانا ثنائي غنائي باسم إيل ونيكي. وحصلت على 221 نقطة لتفوز بذلك بلقب المسابقة.

### 2011–حاليا: بعد يوروفيجن
بعد فوزها في مسابقة الأغنية الأوروبية عام 2011 سافرت جمال وغاسيموف إلى عدد من البلدانوأدّيا بها. وفي أذربيجان خصص 15.000 طابع بريدي ليحمل صورتها، كما ظهرت في سلسلة كوميدية تركية في سبتمبر 2011. ثم في 2014 شاكت ضمن لجنة تحكيم إكس فاكتور تركيا.

## ديسكوغرافيا

### الألبومات
| السنة | الألبوم                   | المراكز | المراكز | المراكز | المراكز         | المراكز | المراكز | المراكز | المراكز  | المراكز | المراكز         | الشهادات |
| السنة | الألبوم                   | النمسا  | بلجيكا  | ألمانيا | جمهورية أيرلندا | هولندا  | رومانيا | روسيا   | سلوفاكيا | سويسرا  | المملكة المتحدة | الشهادات |
| ----- | ------------------------- | ------- | ------- | ------- | --------------- | ------- | ------- | ------- | -------- | ------- | --------------- | -------- |
| 2014  | "إلعب معي" "Play With Me" | —       | —       | —       | —               | —       | —       | —       | —        | —       | —               | —        |